# Nguyễn Thị Kim Bé
Nguyễn Thị Kim Bé (sinh ngày 10 tháng 9 năm 1968) là một nữ chính trị gia người Việt Nam. Bà hiện là đại biểu quốc hội Việt Nam khóa XIV nhiệm kì 2016-2021, thuộc đoàn đại biểu quốc hội tỉnh Kiên Giang. Bà từng là đại biểu Quốc hội Việt Nam khóa XII, khóa XIII, thuộc đoàn đại biểu Kiên Giang.

## Xuất thân
Bà quê quán ở xã Vĩnh Thuận, huyện Vĩnh Thuận, tỉnh Kiên Giang. Bà hiện cư trú ở Số 196A, đường Ngô Quyền, khu phố 3, phường Vĩnh Bảo, thành phố Rạch Giá, tỉnh Kiên Giang.

## Giáo dục
- Giáo dục phổ thông: 12/12
- Đại học chuyên ngành Sư phạm Văn
- Thạc sĩ quản lý giáo dục
- Cao cấp lí luận chính trị

## Sự nghiệp
Gia nhập ĐCSVN vào 03/01/1994.
Bà từng là Phó Giám đốc Sở Giáo dục - Đào tạo tỉnh Kiên Giang.
Bà là đại biểu Hội đồng nhân dân tỉnh Kiên Giang nhiệm kỳ 2004-2011.
Bà hiện là Tỉnh ủy viên, Phó Trưởng đoàn chuyên trách Đoàn đại biểu Quốc hội tỉnh Kiên Giang.